# 埃里克·卡拉瑟斯
埃里克·卡拉瑟斯（英語：Eric Carruthers，1895年11月10日—1931年11月19日），英国男子冰球运动员。他曾代表英国国家队参加1924年和1928年冬季奥林匹克运动会冰球比赛，其中1924年冬季奥运会获得一枚铜牌。

## 家庭
哥哥为科林·卡拉瑟斯。